# Wilkojadka
Wilkojadka – struga, prawy dopływ Bystrzycy o długości 20,16 km. Wypływa na południe od miejscowości Grudź i płynie w kierunku wschodnim. Mija miejscowości Kopina, Kosuty, Jarczówek, Stanin. Do Bystrzycy wpada po minięciu wsi Jeleniec.